# Абаскулиев, Ахмед Алибаба оглы
Ахмед Алибаба оглы Абаскулиев (азерб. Abasquliyev Əhməd Əlibaba oğlu; 20 апреля 1919, Баку — 20 июня 2008, Баку) — советский и азербайджанский психиатр, доктор медицинских наук, профессор, заслуженный деятель науки, главный психиатр Азербайджанской ССР в период 1960—1990 гг.

## Биография
Родился в городе Баку 20 апреля 1919 года. Среднюю школу окончил в 1936 году с отличием. В том же году поступил на лечебный факультет Азербайджанского государственного медицинского института. Будучи студентом 4-го и 5-го курсов, также работал старшим лаборантом в токсикологической лаборатории Наркомздрава республики. 7 июля 1941 года, несмотря на наличие освобождения от фронта по линии токсикологической лаборатории, добровольцем ушёл на войну. Служил в качестве начальника медсанслужбы фронтовой химической части в составе Юго-Западного, Северокавказского фронтов, принимал участие в обороне Украины, Северного Кавказа, Сталинграда. Получил ранение. С 1943 года служил в части, воевавшей в составе 4-го Украинского фронта, принимавшей участие в освобождении Крыма, Западной Украины, Польши и Чехословакии. Был награждён орденами и медалями. К концу 1946 года был демобилизован из армии.
С 1 января 1947 года работал на кафедре психиатрии Азербайджанского государственного медицинского института им. Н. Нариманова в должности старшего лаборанта. В 1947 году избран ассистентом кафедры. В 1949 году защитил кандидатскую диссертацию. В 1959 году в Тбилиси защитил докторскую диссертацию. Это была первая докторская диссертация по психиатрии, защищенная азербайджанцем. В 1961 году Высшей аттестационной комиссией СССР Абаскулиеву А. А. было присвоено учёное звание профессора психиатрии.
В 1960 году избран по конкурсу заведующим кафедрой психиатрии Азербайджанского государственного медицинского института им. Н. Нариманова. В том же году Министерством здравоохранения Азербайджанской ССР назначен главным психиатром республики. В 1962 году на расширенном пленарном заседании Азербайджанского научного общества невропатологов и психиатров был избран его председателем. С 1990 года занимал должность профессора кафедры психиатрии, являлся Почётным президентом Азербайджанской психиатрической ассоциации, ответственным редактором Азербайджанского психиатрического журнала.
Ушел из жизни 19 июня 2008 года.

## Личная жизнь
Был дважды женат. Имеет двоих детей:
- сын — Джангир Абаскулиев (1952 г.р.), химик-технолог, доктор технических наук.
- дочь — Рена Абаскулиева (1958 г.р.), преподаватель иностранных языков.

## Научная и педагогическая деятельность
Научные проблемы, разрабатываемые сотрудниками кафедры психиатрии, руководимой проф. Абаскулиевым А. А., в основном были сосредоточены вокруг трёх направлений:
- клиника патогенеза, иммуногенеза, популяционной генетики шизофрении;
- изучение гашишной наркомании и алкоголизма, сексопатологический аспекты;
- история и тенденции развития психиатрии в Азербайджане.

Важнейшим этапом, позволившем значительно расширить и углубить исследования, явилось открытие при кафедре психиатрии проблемной иммуногенетической лаборатории, в работе которой активное участие принимали проф. Исмаилов Н. В. и другие сотрудники кафедры, при содействии проф. Н. А. Рзаева.
Учитывая успешные результаты исследований в области иммуногенетики и популяционной генетики патогенеза шизофрении, Международная научная ассоциация «Биология человека» в 1976 году избрала проф. Абаскулиева А. А. членом центрального совета этой ассоциации, а в 1992 году — членом её исполкома.
В период с 1970-х по 1990-е гг. проф. Абаскулиев А. А. являлся членом научных проблемных комиссий по вопросам биологической психиатрии при центре психического здоровья Академии медицинских наук СССР и по вопросам судебной психиатрии при Институте судебной психиатрии им. В. П. Сербского. Избран членом редакционного Совета Всесоюзного журнала «Невропатология и психиатрия» им. С. С. Корсакова.
С 1960 года по линии Азербайджанского научного общества невропатологов и психиатров было организовано 13 крупных научных форумов, 5 республиканских научных конференций в городах Баку, Кировабаде, Нахичевани, Сумгаите, 2 республиканских съезда. Также в период с 1960 года по 1997 год под ответственной редакцией проф. Абаскулиева А. А. было издано 16 томов научного сборника «Вопросы психоневрологии». С 1999 года проф. Абаскулиев А. А. являлся ответственным редактором «Азербайджанского психиатрического журнала».
После того, как в 1980 году Азербайджанское научное общество невропатологов и психиатров разделилось на 2 самостоятельных общества, проф. Абаскулиев А. А. был избран Президентом психиатрической ассоциации Азербайджана.
Принимал активное участие в работе Всесоюзных съездов невропатологов и психиатров: на IV, V, VI, VII и VIII Всесоюзных съездах избирался членом оргкомитета, в деловой президиум съездов, выступал с докладами. Являлся членом пленума и членом президиума Всесоюзного научного общества невропатологов и психиатров.
Как Президент психиатрической ассоциации Азербайджана за плодотворную работу был награждён медалями имени акад. В. А. Гиляровского, акад. В. М. Бехтерева, акад. Б. Н. Маньковского. В 1999 году решением Грузинской психиатрической ассоциации был избран её почётным членом и награждён юбилейной медалью академика А. Д. Зурабашвили.
В 1997 году во время Х Всесоюзного конгресса психиатров в Мадриде на заседании Генеральной ассамблеи Всемирной ассоциации психиатров по ходатайству проф. Абаскулиева А. А. Азербайджанская психиатрическая ассоциация была принята во Всемирную ассоциацию психиатров в качестве ассоциированного члена, а в 1998 году — в качестве действительного члена.
За 30 с лишним лет заведования кафедрой психиатрии под руководством проф. Абаскулиева А. А. было защищено 3 докторских и 12 кандидатских диссертаций, опубликовано 160 научных трудов, в том числе 4 монографии.
Учёный с широким кругозором, выдающийся клиницист, талантливый педагог, лекции которого всегда отличались систематичностью и полнотой информации, проф. А. А. Абаскулиев всегда стремился соединять клинические знания о специфике протекания болезни с рассмотрением глубинных, базовых положений психиатрической науки. Его всегда отличало глубокое понимание социальных проблем психиатрии, сосредоточенность на мультидисциплинарных аспектах исследований клиники, патогенеза и терапии психических заболеваний.
Традиции Азербайджанской школы психиатрии, заложенные в трудах профессоров Д. С. Озерецковского и А. А. Абаскулиева, достойно развивали и продолжали ученики и последователи: профессора А. А. Султанов, Н. В. Исмаилов, Г. Ч. Герайбейли, Ф. Н. Исмаилов, доктор медицинских наук Н. А. Алиев, доцент А. А. Манучери-Лалеи, и др.

## Организация лечебной помощи населению
По инициативе проф. Абаскулиева А. А., как Главного психиатра республики в 1960-85 гг. В Азербайджанской ССР были организованы 9 новых межрайонных психоневрологических диспансеров в городах Гянджа, Нахичевань, Сумгаит, Агдам, Шеки, Мингечаур, Ленкорань, Куба и Аскеран, благодаря которым всё население республики было охвачено внебольничной психиатрической помощью. Также в 1970-80 гг. была расширена сеть психиатрических больниц в республике, в городах Казах и Сальян были открыты 150-коечные психиатрические больницы. В городе Агдам была построена отвечающая всем современным требованиям 500-коечная 2-я Республиканская психиатрическая больница, которая обеспечила стационарной психиатрической помощью западные районы республики. Одновременно, на территории 1-й Республиканской психиатрической больницы в посёлке Маштага за счёт строительства новых современных лечебных корпусов число больничных коек удалось довести до 2000, обеспечив население республики квалифицированной стационарной психиатрической помощью.

## Основные награды
- Боевые ордена «Красной Звезды», «Великой Отечественной войны» и 10 медалей, полученные в период ВОВ 1941—1945 гг.
- Государственный орден Азербайджанской республики «Шохрет». Награждён указом Президента Азербайджанской республики в 2000 году.
- Указом Президиума Верховного Совета Азербайджана за заслуги в области медицинской науки и в подготовке высококвалифицированных кадров награждён «Почётной грамотой» 19 апреля 1979 года.
- Указом Президиума Верховного Совета Азербайджанской Республики от 1 февраля 1990 года присвоено Почётное звание «Заслуженного деятеля науки».
- Награждён грамотами Всесоюзного Общества «Знание» в 1966—1985 гг., грамотами Общества «Знание» Азербайджанской республики в 1969 и 1983 годах.
- Награждён почетными грамотами министерства здравоохранения Азербайджанской ССР в 1966 году и Азербайджанской Республики в 1996 году.